# Уайт-Ривер (приток Уобаша)
Уайт-Ривер (англ. White River) — река в штате Индиана, США, главный приток реки Уобаш. Река состоит из двух рукавов — западного и восточного, которые протекают через южную и центральную Индиану. Площадь бассейна реки — около 14 880 км², он охватывает 42 округа Индианы.
Западный рукав, более длинный, считается советом США по географическим названиям главным, его длина составляет 583 км. Река начинается к югу от Уинчестера, округ Рэндольф, протекает на запад около 104 км затем на юго-запад 280 км до впадения в реку Уобаш.
Восточный рукав начинается со слияния двух рек — Флатрок, длина которой 180 км, и Дрифтвуд. Дрифтвуд также является слиянием двух рек — Биг-Блу-Ривер, длиной 206 км, и Шугар-Крик. Западный и восточный рукава сливаются в округе Пайк, Индиана.